# باشگاه فوتبال شهرداری یاسوج
 باشگاه فوتبال شهرداری یاسوج  یک باشگاه فوتبال ایرانی در شهر یاسوج بود‌.
این باشگاه در سال ۲۰۰۹ تأسیس شده‌ بود. این تیم کار خود را از لیگ دسته دوم باشگاه‌های ایران شروع کرد. در فصل اول حضور خود در لیگ دسته دو با اختلاف امتیازی اندک نتوانست به لیگ دسته یک صعود کند؛ ولی در فصل بعد یعنی در فصل ۸۹–۱۳۸۸ توانست با اقتدار کامل به عنوان تیم نخست به لیگ دسته یک صعود کند. تیم شهرداری یاسوج در آن فصل هیچ باخت خانگی‌ای نداشت و توانست این رکورد را در اولین فصل حضور خود در لیگ یک هم ادامه دهد. این تیم در جام حذفی هم نتایج نسبتاً خوبی گرفته‌ است. در سال ۸۹ این تیم توانست تیم ذوب آهن اصفهان را که تازه نایب قهرمان آسیا شده بود در اصفهان شکست دهد و شگفتی‌ساز آن دوره از جام حذفی شود. تیم شهرداری یاسوج در فصل ۹۰ هم توانست با مربیگری عباس چمنیان تیم‌های لیگ برتری تراکتورسازی تبریز و فولاد خوزستان را در یاسوج شکست دهد و باز هم به عنوان تیم شگفتی‌ساز جام حذفی به مصاف استقلال تهران برود؛ ولی در مصاف با استقلال تهران کاری از پیش نبرد و برای دومین سال پیاپی برابر استقلال شکست خورد و از جام حذفی کنار رفت. در جام حذفی  هم در اولین بازی مس کرمان را بر نتیجه چهار بر یک درهم کوبید؛ اما در بازی بعد یک بر صفر مغلوب باشگاه فوتبال ذوب آهن اصفهان گشت. این در سال ۹۲.۹۳ به لیگ دسته دوم سقوط و فصل بعدی هم به لیگ دسته سوم سقوط کرد و با اعلام مدیرعامل این تیم برای همیشه منحل گردید.در سال ۹۰.۹۱ میتوانست راهی لیگ برتر شود اما در هفته های پایانی نتایج نگرفت و از صعود بازماند.